# Угловой дом
«Угловой дом» (латыш. Stūra māja) — дом в Риге на углу улиц Бривибас и Стабу.
Построен в 1912 году как доходный дом с магазинами по проекту архитектора Александра Ванагса. Изначально здание называлось Tetera nams. Часть первого этажа Углового дома, два внутренних дворика, ворота и подвальные помещения здания имеют статус исторического объекта государственного значения.
В советское время, с осени 1940 года, в здании располагался НКВД Латвийской ССР, затем Комитет государственной безопасности Латвийской ССР. С 1991 по 2008 год в Угловом доме находилась Государственная полиция Латвии, с 2008 года дом не использовался. В 2016 году проведён капитальный ремонт и открыт филиал Музея оккупации.
В июне 2003 года на входе в здание была установлена памятная плита работы скульптора Глеба Пантелеева.